# Future Attack Reconnaissance Aircraft

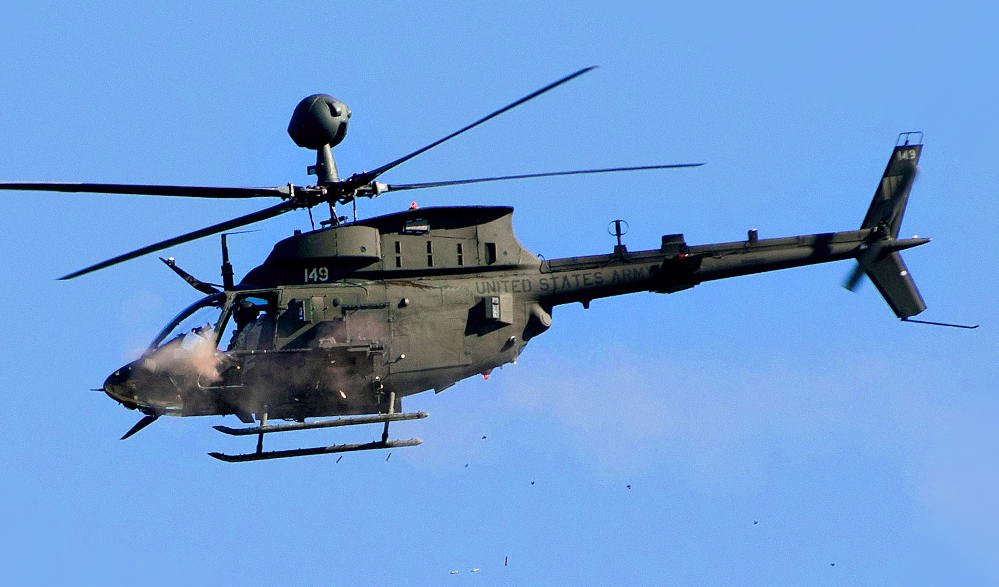
Das FARA-Programm soll einen Nachfolger für den OH-58D „Kiowa Warrior“ entwickeln.

Bei dem Future Attack Reconnaissance Aircraft bzw. FARA-Programm handelt es sich um ein Projekt der U.S. Army mit dem Ziel, einen Nachfolger für den leichten Aufklärungs- und Kampfhubschrauber OH-58D „Kiowa Warrior“ zu entwickeln. Es ist Teil des „Future Vertical Lift“ Programms.
Das Programm wurde am 8. Februar 2024 abgebrochen.

## Geschichte
Im Irakkrieg von 2003 wurde deutlich, dass der OH-58D „Kiowa Warrior“, welcher ursprünglich in den 1960er Jahren entwickelt wurde und bereits im Vietnamkrieg im Einsatz war, nicht die durch einen asymmetrischer Krieg entstehenden Anforderungen erfüllen konnte. So gingen in den Kriegen in Afghanistan und dem Irak insgesamt 35 Maschinen verloren. Zu diesem Zeitpunkt war bereits seit über 20 Jahren der RAH-66 „Comanche“ als Nachfolger in der Entwicklung. Die längst aus dem Ruder gelaufenen Kosten des RAH-66, sowie ein Einsatzkonzept, welches noch aus der Zeit des Kalten Krieges stammte und nicht mit den Erfahrungen aus dem Irakkrieg zusammen passte, führten 2004 zur Einstellung des Comanche-Programms. Noch im selben Jahr wurden stattdessen das „Armed Reconnaissance Helicopter“ Programm gestartet. Der daraus entstandene Bell ARH-70 konnte aber die geforderten Leistungsparameter nicht erfüllen. Als die projektierten Anschaffungskosten auch noch 70 % über dem Budget lagen, wurde auch dieses Programm 2008 eingestellt. Ein weiterer Versuch, einen Nachfolger zu entwickeln, wurde 2012 mit dem „Armed Aerial Scout“ Programm gestartet, allerdings aus Bugdetgründen bereits 2013 wieder eingestellt.
Letztendlich musterte die U.S. Army den Kiowa Warrior 2014 aus, ohne das ein Nachfolger zur Verfügung stand. Die freigewordenen Finanzmittel wurden stattdessen für die Modernisierung des AH-64 Apache verwendet. Dieser übernimmt seitdem auch provisorisch die Rolle der bewaffneten, hubschrauberbasierten Gefechtsfeldaufklärung.
Im Februar 2024 wurde das Programm vorzeitig eingestellt, weil in Zukunft mehr auf unbemannte Systeme und Satellitenaufklärung gesetzt werden soll. Insbesondere Erfahrungen aus dem Ukrainekrieg zeigten, das so ein militärischer Hubschrauber besser durch andere Systeme, günstiger und effektiver zu ersetzen ist. Die Entscheidung kam kurz bevor die fertiggestellten Demonstratoren, die Bell 360 Invictus und Sikorsky Raider X, in Flugtests hätten gehen sollen.

## FVL-Programm
Bereits 2004 begannen Untersuchungen darüber, wie die zukünftige Hubschrauberflotte der US-Streitkräfte aussehen könnte. 2009 startete das Future Vertical Lift Programm, welches in bis zu fünf verschiedenen Gewichtsklassen Nachfolgemuster für bestehende Hubschraubertypen entwickeln soll. Als Teil des FVL-Programms startete am 22. Juni 2018 das FARA-Programm, welches in der leichtesten Gewichtsklasse einen neuen bewaffneten Aufklärungshubschrauber hervorbringen soll. Als Vorgaben gelten, dass die Entwürfe eine Rumpflänge, sowie Rotordurchmesser von maximal 12 m besitzen dürfen, eine Marschgeschwindigkeit von mindestens 180 kn (333 km/h) und eine Einsatzradius von 250 km erreichen müssen. Als Triebwerk soll eine einzelne Turbine aus dem US Army’s Improved Turbine Engine Programm, die General Electric T901, zum Einsatz kommen.

## Wettbewerber
Im Juni 2019 wurden fünf Entwürfe von der U.S. Army zur weiteren Untersuchung ausgewählt:
- AVX/L3 Compound Coaxial Helicopter
- Bell 360 Invictus
- Boeing FARA
- Karem AR40
- Sikorsky Raider X

MD Helicopters, welche eine Variante des MD902 Explorer anboten, erhielten von der U.S. Army keinen Entwicklungsvertrag. Im Sommer 2020 sollen zwei Firmen ausgewählt werden, welche weiterführende Verträge zum Bau von Prototypen erhalten sollen. 2022 soll die Flugerprobung der beiden Prototypen beginnen.
Am 25. März 2020 teilte die U.S. Army mit, dass die Entwürfe von Bell und Sikorsky zu Prototypen weiter entwickelt werden sollen.